# Christian Ditter
Christian Ditter (Lahn, 9 maart  1977) is een Duitse regisseur van films, series en reclamespotjes. Hij is onder meer bekend door zijn werk aan de films Love, Rosie en How to Be Single en de televisieserie Turks voor beginners.

## Jonge jaren
Ditter werd geboren in Gießen, dat tussen 1977 en 1979 een plaats was binnen de gemeente Lahn. Hij ging naar het Evangelisch Stiftisches Gymnasium Gütersloh. In 1997-1998 studeerde hij  toegepaste culturele studies naan de Leuphana Universiteit  in Lüneburg. Daarna studeerde hij aan de Hogeschool voor televisie en film München van 1998 tot 2006, waar hij zich richtte op het regisseren.

## Carrière
Ditters kortfilms Enchanted (2000) en Grounded (2003) wonnen meerdere prijzen op internationale filmfestivals. Zijn debuutfilm Frans voor beginners kwam in de bioscoop in 2006. Vervolgens regisseerde hij de serie Turks voor beginners, die de Adolf Grimme-prijs won.

## Filmografie
| Jaar | Film/serie                                |
| ---- | ----------------------------------------- |
| 2000 | Enchanted (kortfilm)                      |
| 2002 | The crusader (kortfilm)                   |
| 2003 | Grounded (kortfilm)                       |
| 2005 | Schulmädchen (serie, 2 seizoenen)         |
| 2006 | Frans voor beginners (film)               |
| 2007 | Turks voor beginners (serie, 3 seizoenen) |
| 2008 | Doctor's diary (serie, 3 seizoenen)       |
| 2009 | De krokodillenbende (film)                |
| 2010 | De krokodillenbende 2 (film)              |
| 2011 | De krokodillenbende 3 (film)              |
| 2011 | Wickie en de Schat van de Goden (film)    |
| 2014 | Vegas (kortfilm)                          |
| 2014 | Love, Rosie (film)                        |
| 2016 | How to Be Single (film)                   |
| 2017 | Girlboss (serie, 1 seizoen)               |
| 2020 | Biohackers (serie, 1 seizoen)             |

- Biblioteca Nacional de España: XX5236044
- Bibliothèque nationale de France: cb166412208 (data)
- Gemeinsame Normdatei: 138498806
- International Standard Name Identifier: 0000 0003 8278 3469
- Library of Congress Control Number: no2016037807
- Nationale Bibliotheek van Tsjechië: xx0200776
- Nationale Bibliotheek van Polen: a0000003136758
- Nederlandse Thesaurus van Auteursnamen: 332369277
- Système universitaire de documentation: 147808669
- Virtual International Authority File: 267242691
- WorldCat: E39PBJmdxhJRK8MdrmCFVwH9jC